# Лука Баси
Лука Баси (Словењ Градец, 8. октобар 1993) је словеначки поп и поп-фолк певач који пева на словеначком и хрватском језику. Право име му је Матеј Прикрежник. Снимио је дует са српском певачицом Недом Украден.

## Дискографија
Албуми
- Лука Баси  (2019, Кроејша рекордс)[4]

Синглови
- Нисам ја од јучер (2016) са Јоле
- Комбинација (2017)
- Соло (2017) са Лидијом Бачић
- Бел Божић (2017) са Маарајом
- Секо моја (2018)
- Упалимо љубав (2018) са Ланом Јурчевић (Фестивал Водице)
- Истријанко ружо моја (2018)
- У бијелом (2018) (Ауреа Фест Пожега (Славонска))
- Седам ноћи (2019)
- Ружо била (2019) са Марком Шкугором (Фестивал Водице)
- Кад видин Бога уживо (2019) (Сплитски фестивал)
- Мета (2019)[5]
- Такси (2019)
- Проклето злато (2020)
- Ни Дубаи, ни Хаваји (2021) са Недом Украден[6][7]
- Љубав мог живота (2021)
- Данас (2021) са Иваном Ковач (Сплитски фестивал)[8]
- Камионџија (2022)
- Скијашка (2022)
- То је то (2023)
- Скрито в рају (2023)[9]
- Момачка (2023)
- Zick Zack (2023) први сингл на немачком језику
- Вило моја једина (2023)
- Пријатељ (2024) са Фрајле, Ади Шоше, Сергеј Ћетковић, Лозано и Сања Долежал
- Анђео и враг (2024) саундтрак хрватске серије Скривено у рају
- С табо (2024) са Настјом